# 포유물

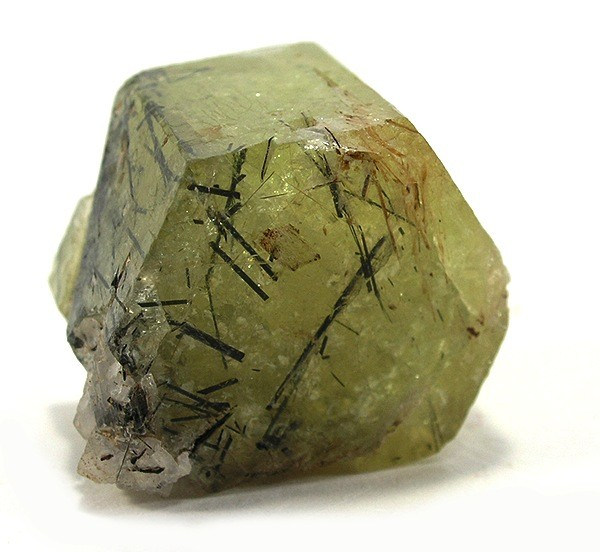
연한 녹색의 인회석 속 어두운 색의 아이저린 포유물

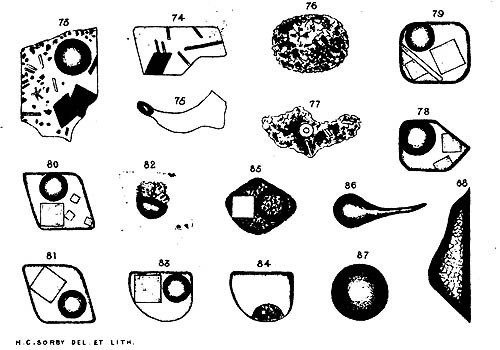
포유물의 다양한 형태를 보여주는 스케치

광물학에서 포유물(包有物, 영어: inclusion) 또는 함유물은 광물이 형성되는 과정에서 내부에 갇힌 어떤 물질을 말한다. 보석학에서는 보석 내부에 갇히거나, 내부에서 표면까지 이르는 물체를 포유물이라 한다. 제임스 허턴의 포유물 법칙에 따르면, 암석 내에 갇혀진 포유물은 그 암석보다 나이가 많다.

## 광물학

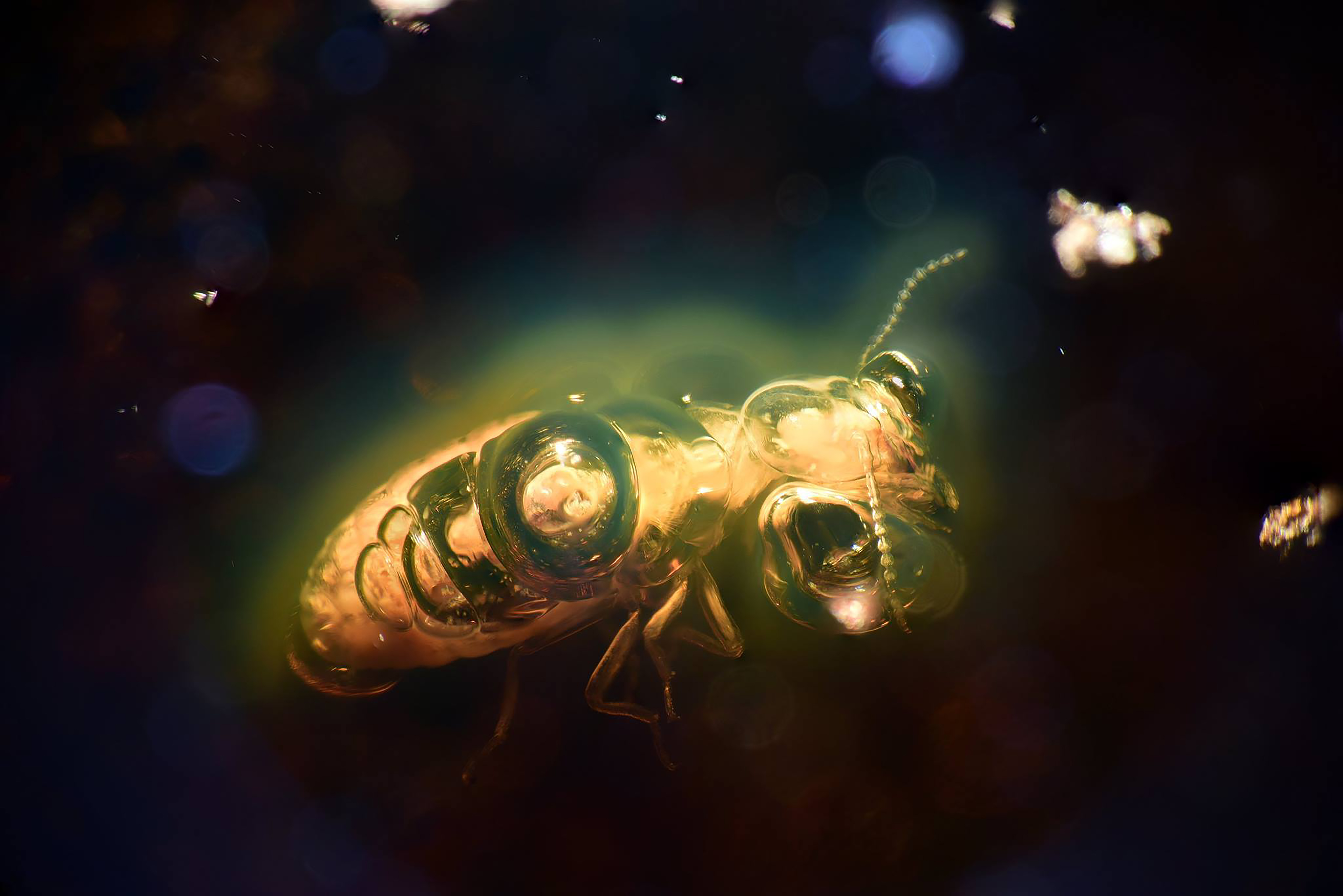
호박 속에 갇혀있는 곤충. 가슴과 머리에서 기포가 튀어나와 있다.

포유물은 대개 암석이나 다른 광물이며, 드물게는 물, 가스, 석유가 포함되기도 한다. 액체와 증기는 유체 포유물을 형성한다. 호박 속에는 곤충이나 식물이 포유물로 흔히 발견된다.
기후 변화 연구에서는 빙하 코어 속 대기 가스 기포를 포유물로 분석하는 것이 중요한 도구로 활용된다.
포획암은 용암류에 의해 집어삼켜진 선재 암석이다. 용해 포유물은 광물이 용융물 내에서 형성되는 동안 일부 용융물이 결정 내에 갇혀 생긴다.

## 보석학

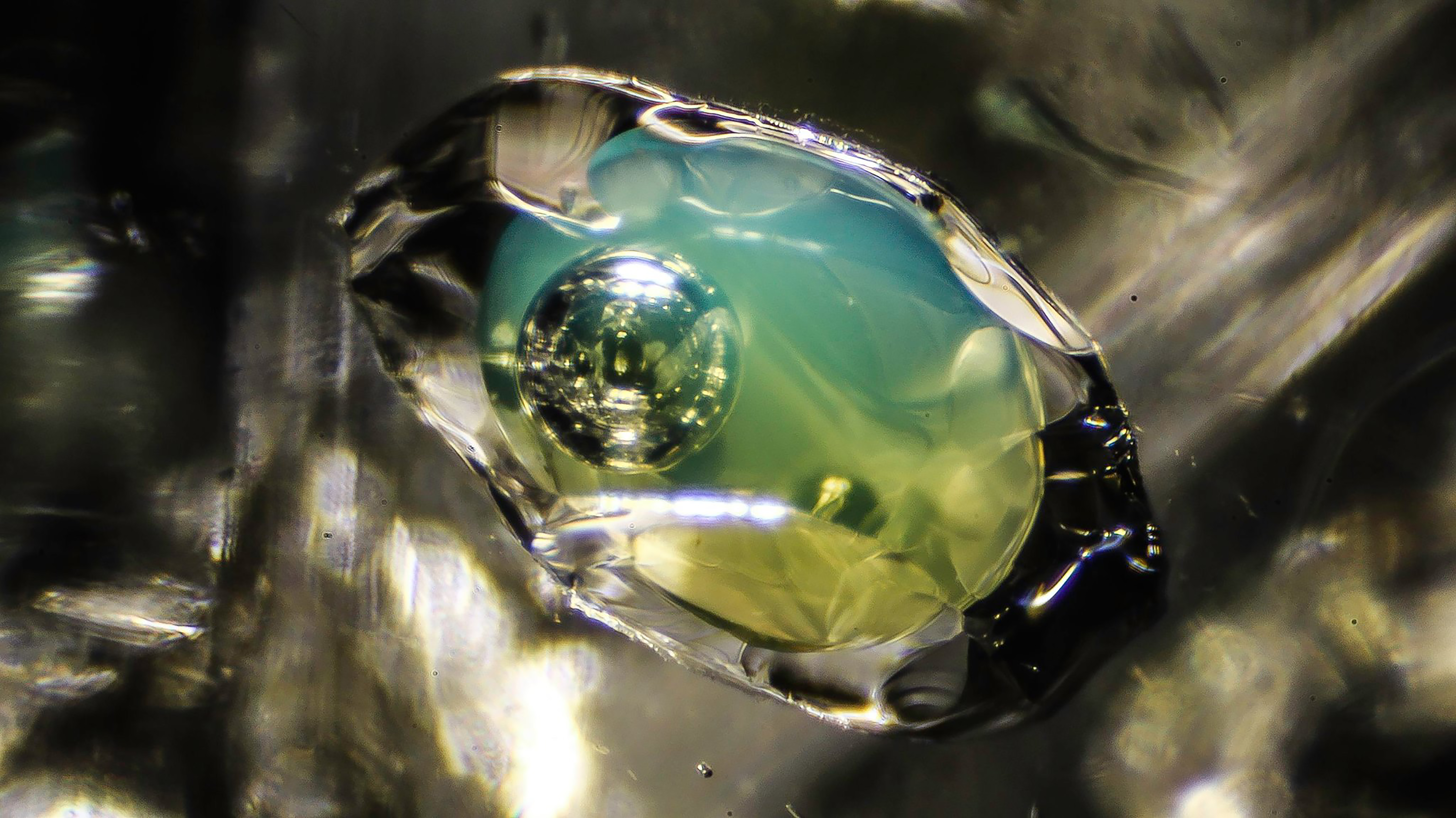
'3상 포유물(three phase inclusion)'이란 고체, 액체, 기체라는 세 가지 상태가 모두 존재하는 포유물을 말한다. 이는 수정 내의 3상 포유물이다. 고체는 역청질 기원의 검은 물질이고, 액체는 석유이며, 기체는 메탄이다.

포유물은 보석의 감정에서 가장 중요한 요소 중 하나이다. 다이아몬드와 같이 포유물이 투명도와 가치를 떨어뜨리는 경우도 있지만, 스타 사파이어처럼 포유물이 가치를 높이는 경우도 있다.
컬러 보석은 어느 정도의 포유물이 있는 것이 일반적이며, 이는 가치에 큰 영향을 주지 않는 경우가 많다. 컬러 보석은 포유물의 정도에 따라 세 가지 유형으로 분류된다:
- Ⅰ형 컬러 보석: 아쿠아마린, 토파즈, 지르콘 등은 포유물이 거의 없거나 매우 드물다.
- Ⅱ형 컬러 보석: 사파이어, 루비, 가넷, 스피넬 등은 보통 소량의 포유물이 있다.
- Ⅲ형 컬러 보석: 에메랄드, 투르말린 등은 거의 항상 포유물이 존재한다.

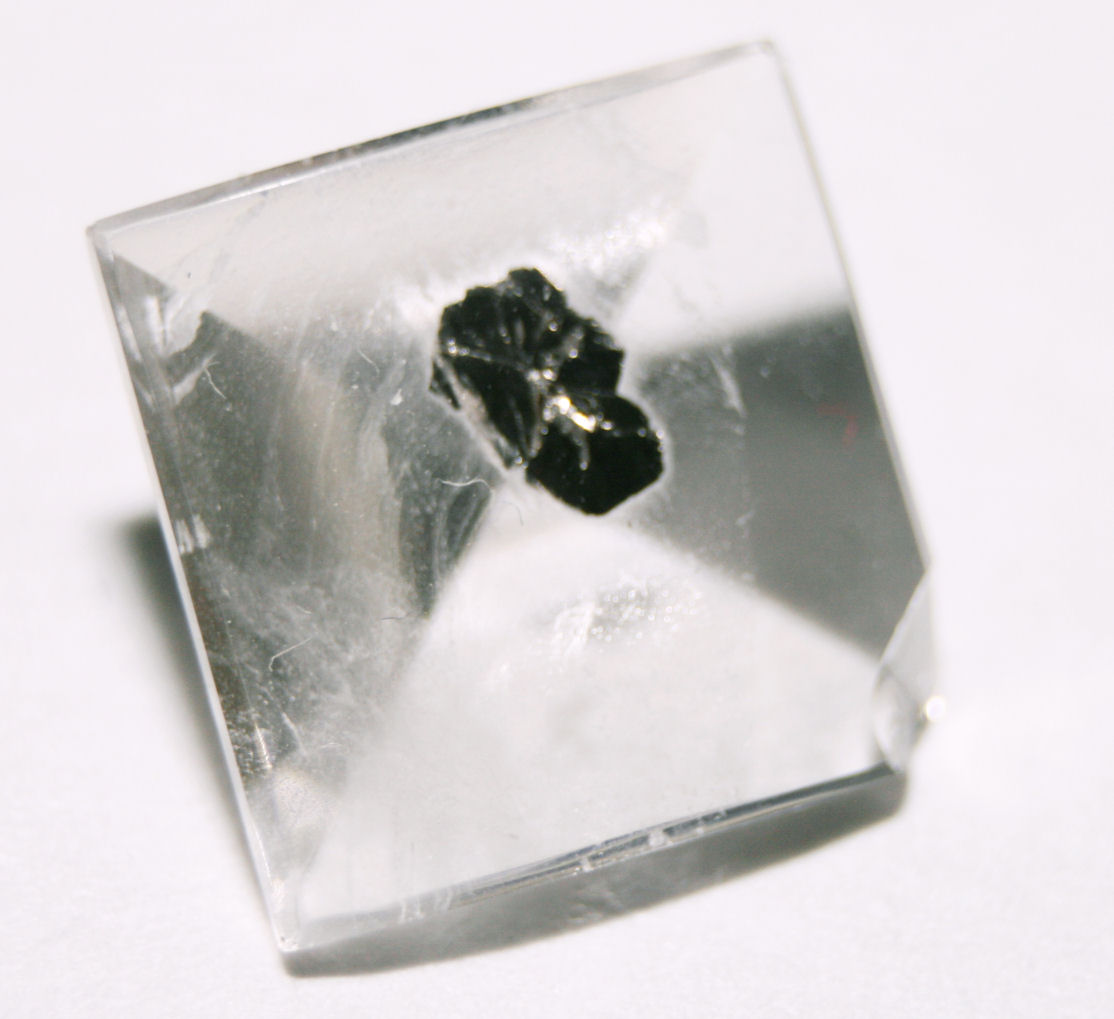
투명한 보석 속 금속성 포유물
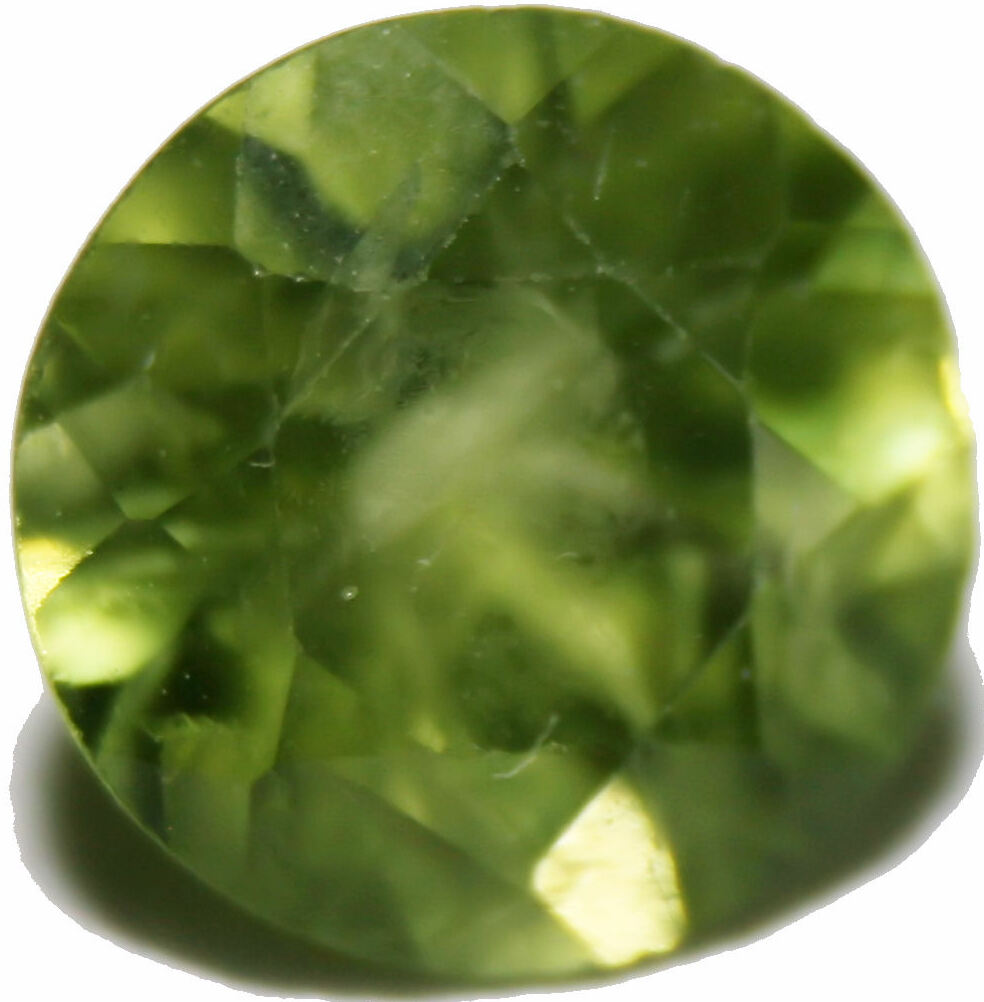
우유빛 포유물이 있는 페리도트
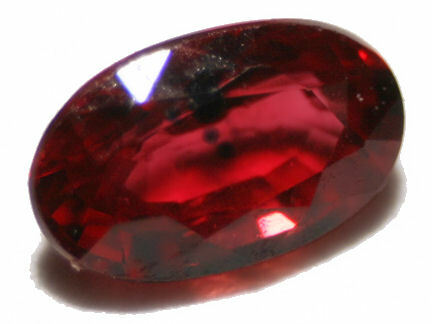
포유물이 있는 천연 루비

## 금속공학
‘포유물’이라는 용어는 금속공학 및 금속 가공에서도 사용된다. 금속이 녹아 있는 상태에서 산화물 등의 입자가 들어가거나 내부에서 형성되어, 응고할 때 고체 금속 안에 갇히는 경우가 있다. 이 용어는 보통 부정적인 의미로 사용되며, 해당 입자가 핵 균열의 시발점이 되거나 응력 집중을 유발하는 부위가 될 수 있기 때문이다.